# Mummolin
Mummolin latinsky Mummolinus (6. století? - ?) byl franský šlechtic ze Soissons, kterého okrajově zmínil Řehoř z Tours ve svém díle Historia Francorum.
Řehoř z Tours ho spojuje s Mummolinem de Soissons, jehož synové Bobo a Bodegisel působili jako merovejští vyslanci na byzantském císařském dvoře v Konstantinopoli. I když Řehoř z Tours jeho titul nezmínil, francouzský historik Christian Settipani se domnívá, že Mummolin měl vysoké postavení na královském dvoře Sigiberta I. kolem roku 565/566 a jeho titulem mohl být hrabě či vévoda, který zastával funkci správce královského paláce, která se v následujících letech stala nejmocnější funkci, v níž volený majordomus přebíral faktickou moc nad Franskou říší.
Mummolin byl v kontaktu s Venantiem Fortunatem a byl zjevně galsko-římského vznešeného původu.